# 菲利普·斯塔克
菲利普·帕特里克·斯塔克（法語：Philippe Patrick Starck，1949年1月18日—），是一位法國設計師，出生於巴黎。他的設計作品領域包括有建築、家具設計，生活用品設計，交通產品設計和室內設計等，相當廣泛。

## 簡介
斯塔克畢業於法國法國巴黎工業設計暨環境建築設計學院（École Nissim de Camondo），在1968年成立了自己的設計公司，專做塑膠製充氣成型的作品（inflatable objects），1969年他進入皮爾·卡登(Pierre Cardin)事務所，職銜是藝術指導。在1975年之後，斯塔克開始獨立為許多室內設計案和產品設計案進行設計。他在美國最知名的一些平價設計產品，後來都經由大賣場塔吉特銷售。
斯塔克的事業在1982年開始達到高峰，當時他接到為法國總理弗朗索瓦·密特朗私人公寓進行室內裝飾的設計案，使得他聲名大噪，之後承接的大小設計案件也越來越多，每一件都展示了他過人的創意之處。他最令人稱奇的地方在於，幾乎是各個領域的設計他都能發揮創意，並生產出產品，最近他的作品包括了替微軟設計的電腦滑鼠、還有替啤酒公司重新設計的新包裝。

## 設計
斯塔克的設計風格很難一言概之，若與其他經典設計師相比，他最大的特色就在於他可以同時專注在不同領域的設計上，而且是大到耗資千萬的建築設計，小至相當便宜的牙刷這樣的區別。除了一些產品設計和家用品是基於大量製造的國際化設計外，斯塔克的設計作品通常是有機型、情感豐富而且使用相當獨特的材質混合（例如有玻璃與石頭、塑膠和鋁、絨布與鉻的組合）。
目前他居住在四個地方，分別是巴黎（他主要的對外聯絡都是透過巴黎）、紐約（在紐約的工作室進行大部份的產品設計流程）、布拉諾島（義大利威尼斯）和倫敦。
他最知名的作品有1989年的斯塔克牙刷，和1990年的搾汁機（名為Juicy Salif；外觀看起來像火箭發射器，是為義大利家用品品牌Alessi設計的），室內設計的作品中，較知名的是1984年巴黎的Café Costes。此外還有東京淺草的朝日啤酒大樓、香港半島酒店的Felix酒吧。2016年，菲利普·斯塔克与小米科技合作设计了小米MIX手机，该手机榮獲 IDEA 設計金獎和被芬蘭國家設計博物館收藏。他也曾設計過2024巴黎奥运会的奖牌草案之一。

## 相關圖片

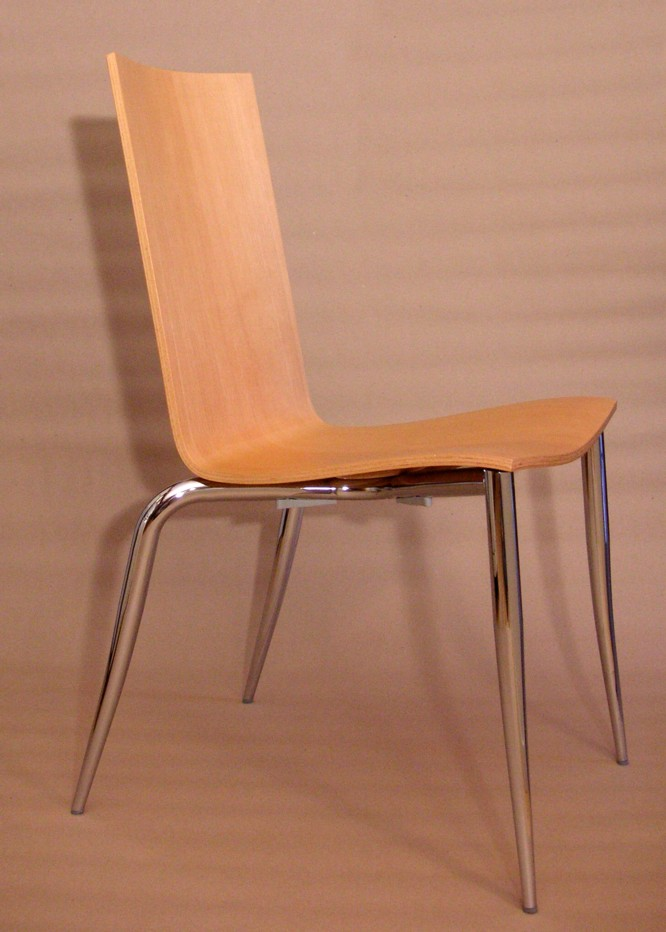
以曲木做成的椅子，名為「探戈」
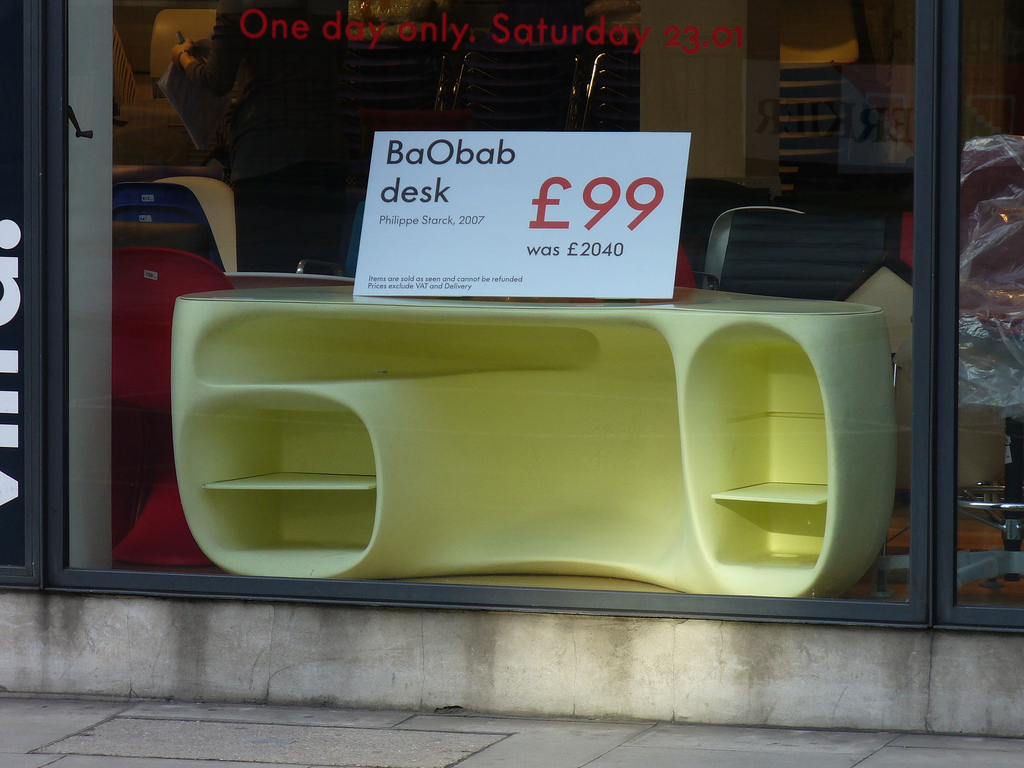
為Vitra公司設計的家具，具備他的個人風格「有機形」與「情感」
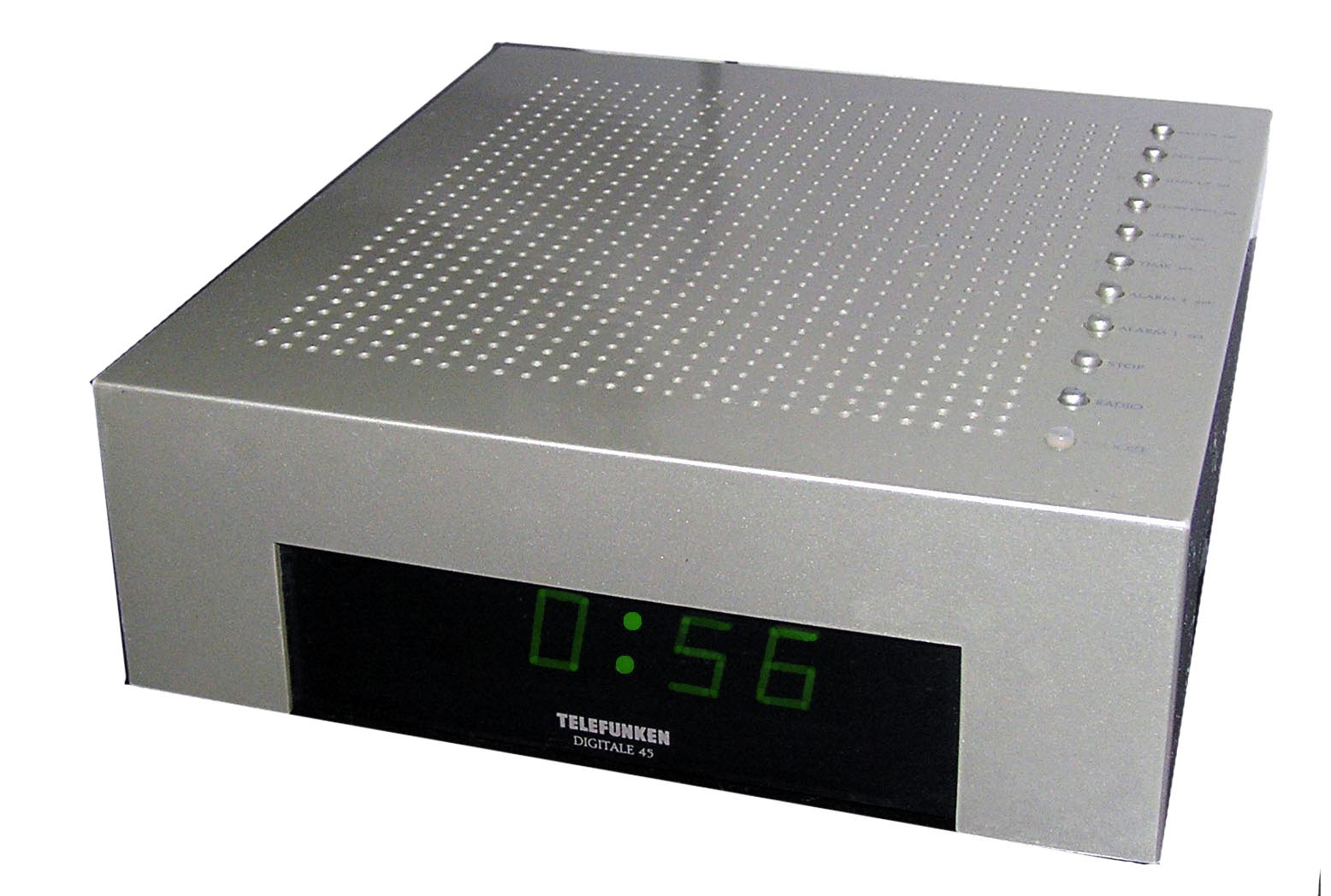
為德律风根品牌設計的電子鬧鐘
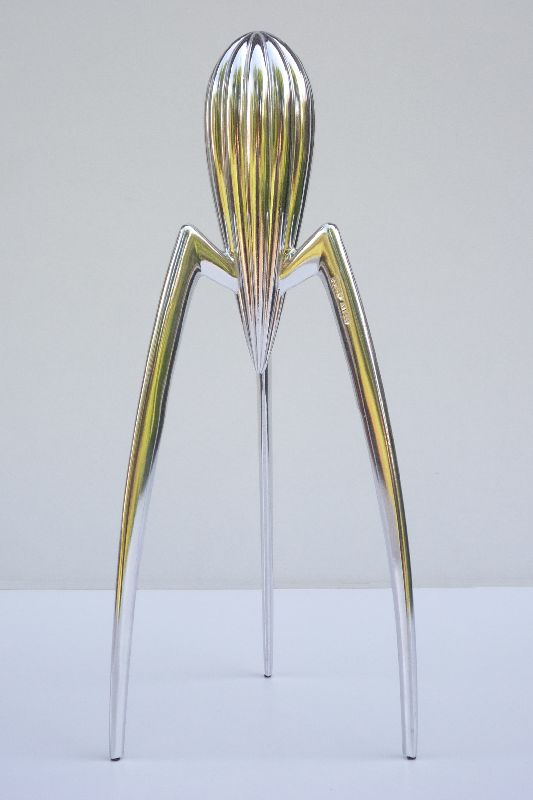
斯塔克的搾汁機可能是他最廣為人知的作品之一
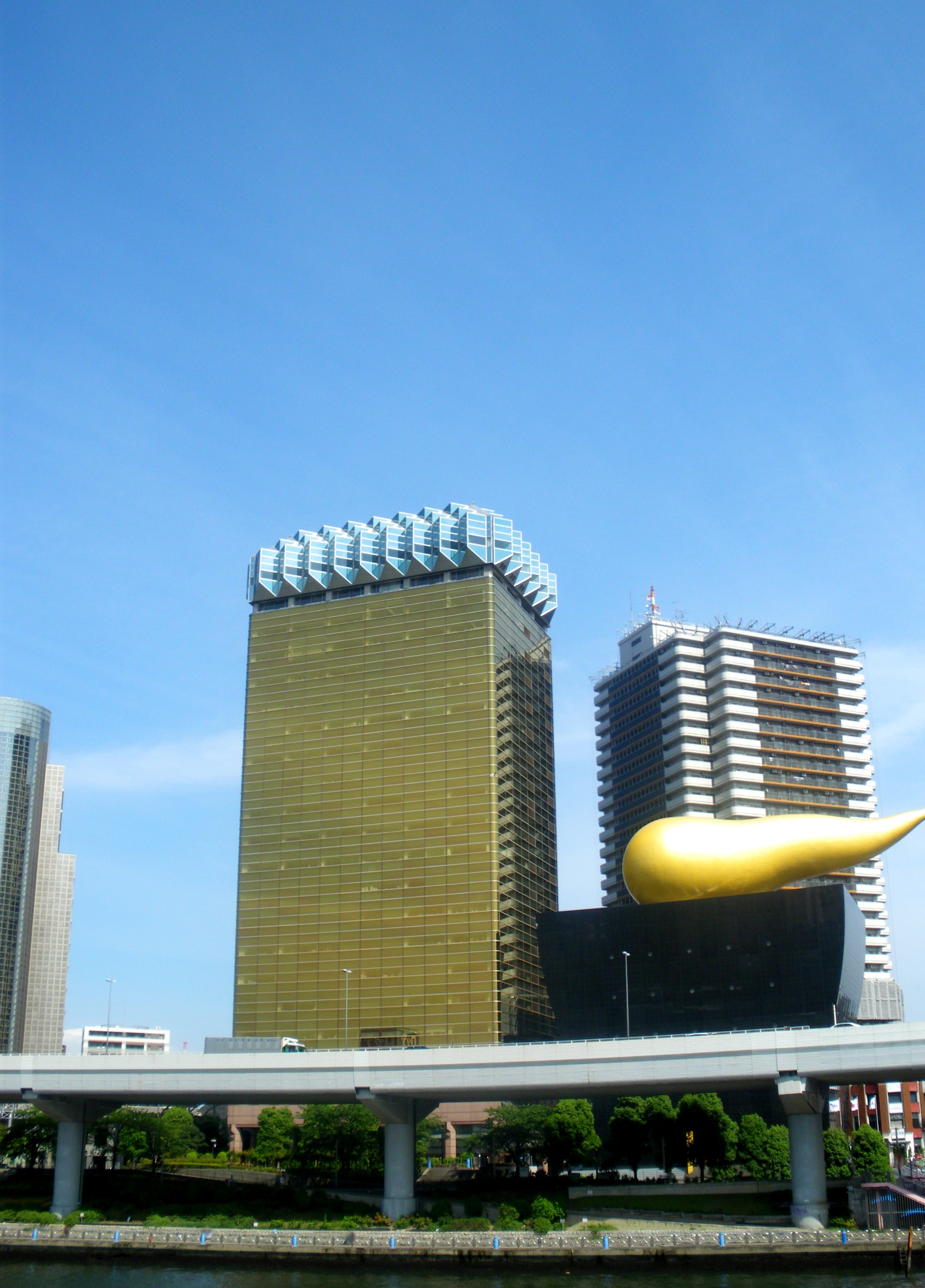
斯塔克設計的朝日啤酒大樓（右側金色建築）
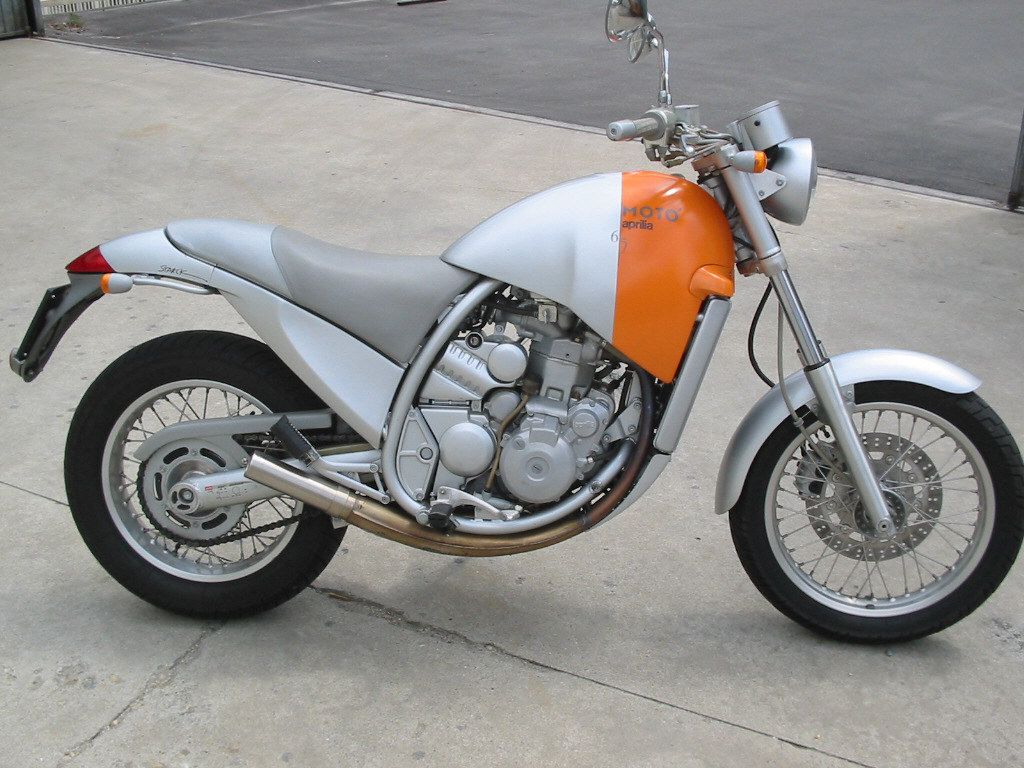
斯塔克設計的Aprilia摩托車
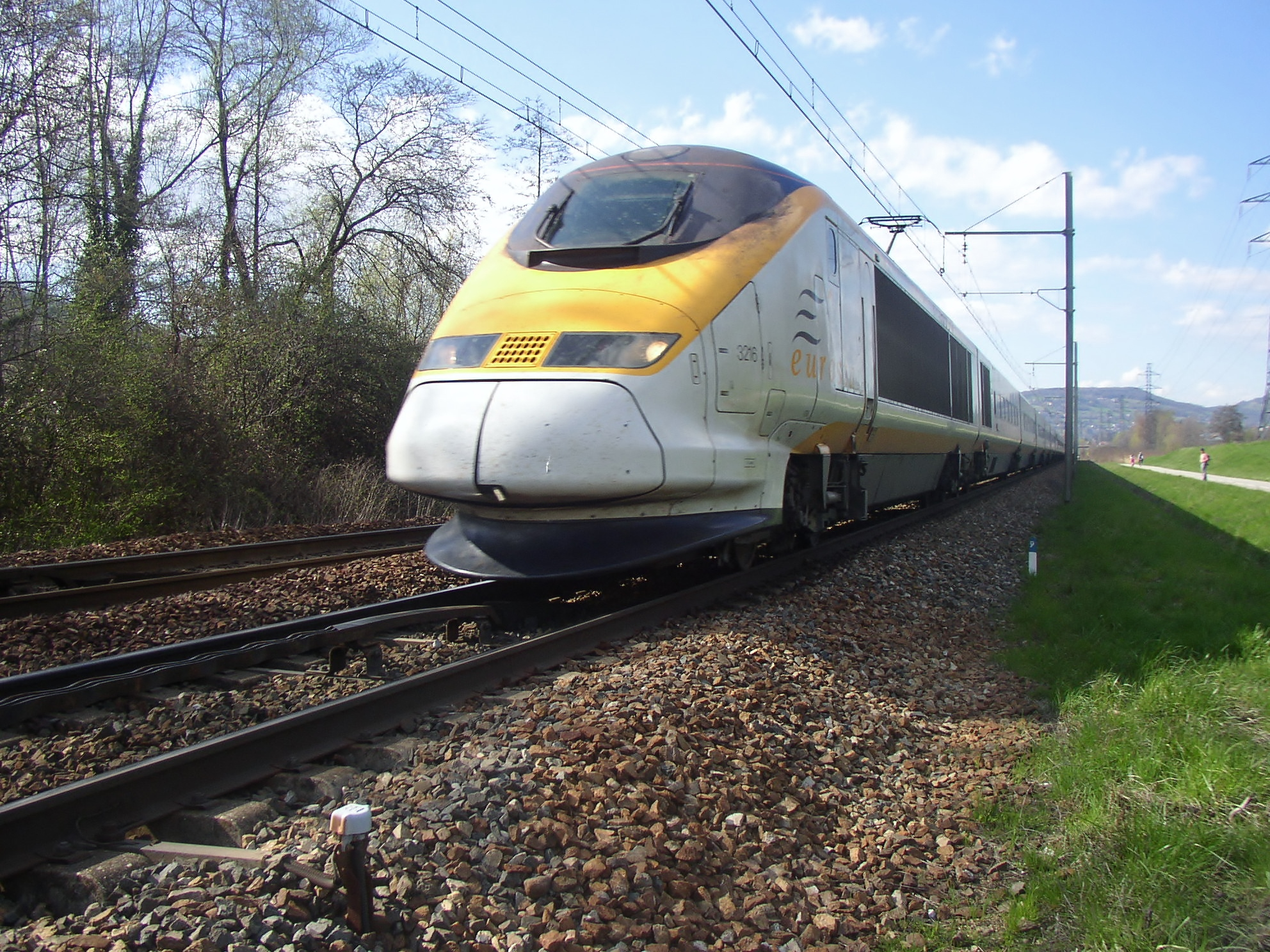
歐洲之星高速火車設計也是他的作品
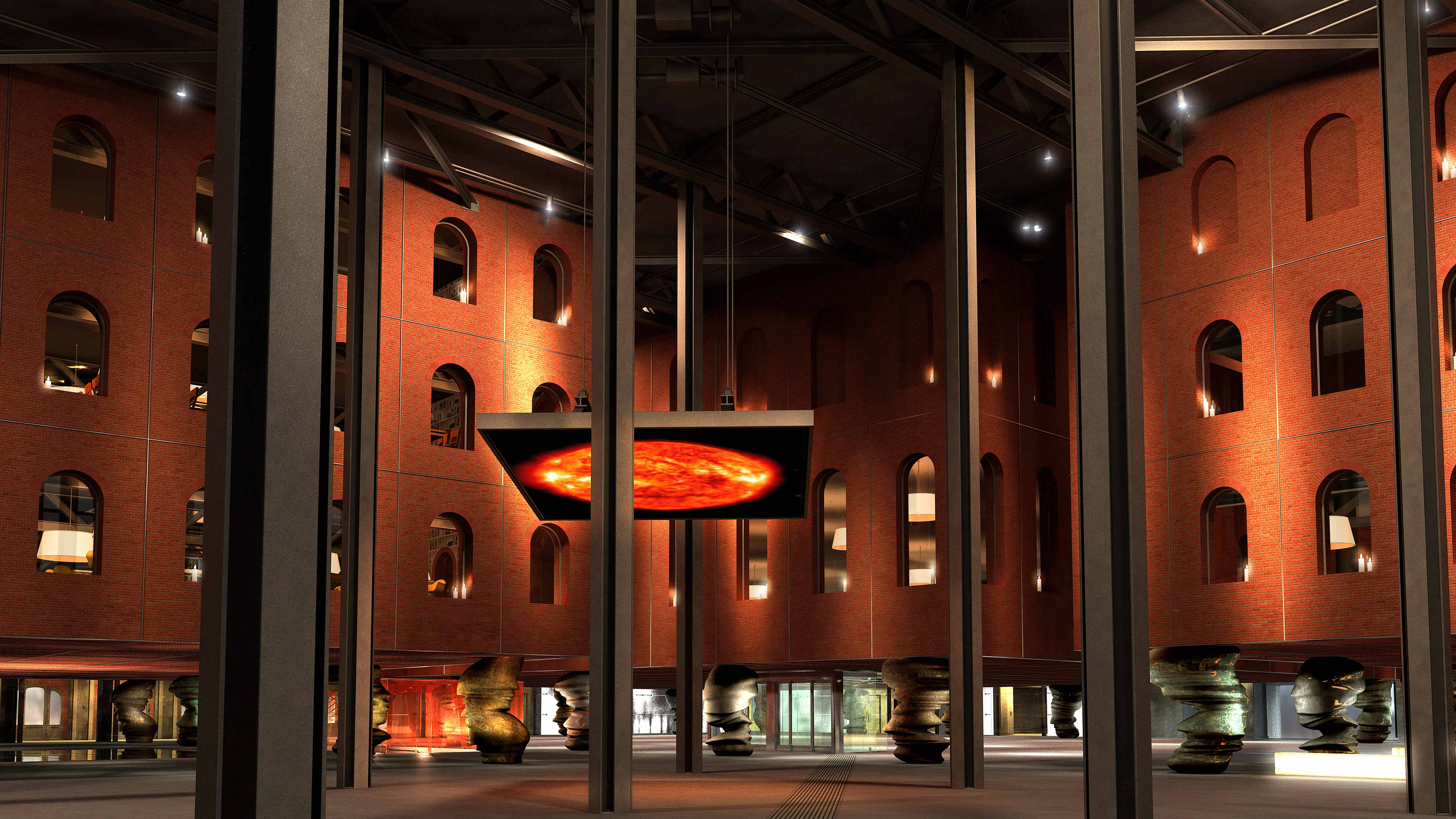
2010年的室內設計作品，畢爾包生活廣場（Alhondiga, life center, Bilbao, 2010）
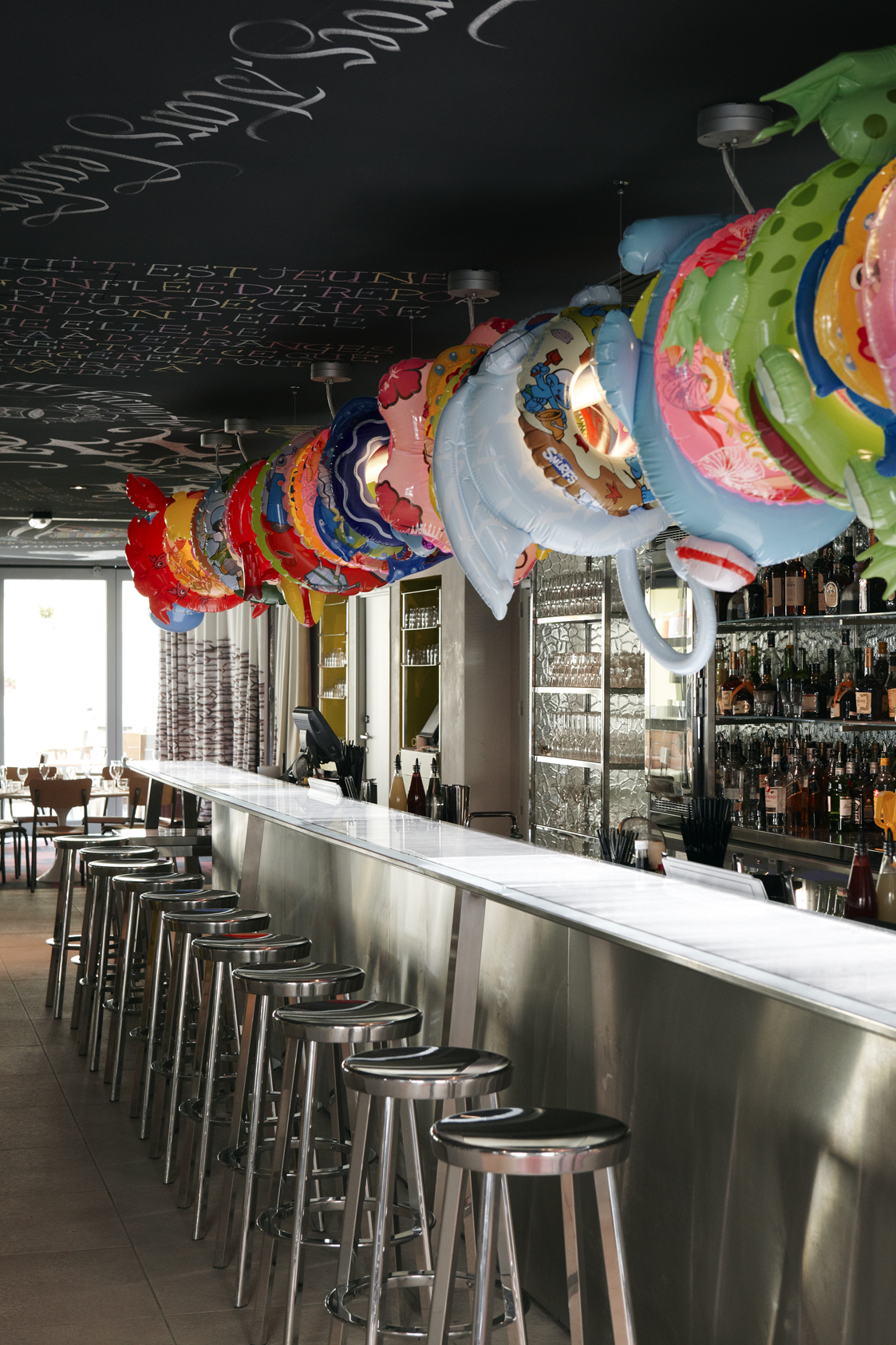
2012年的室內設計作品（Mama Shelter, Marseille）
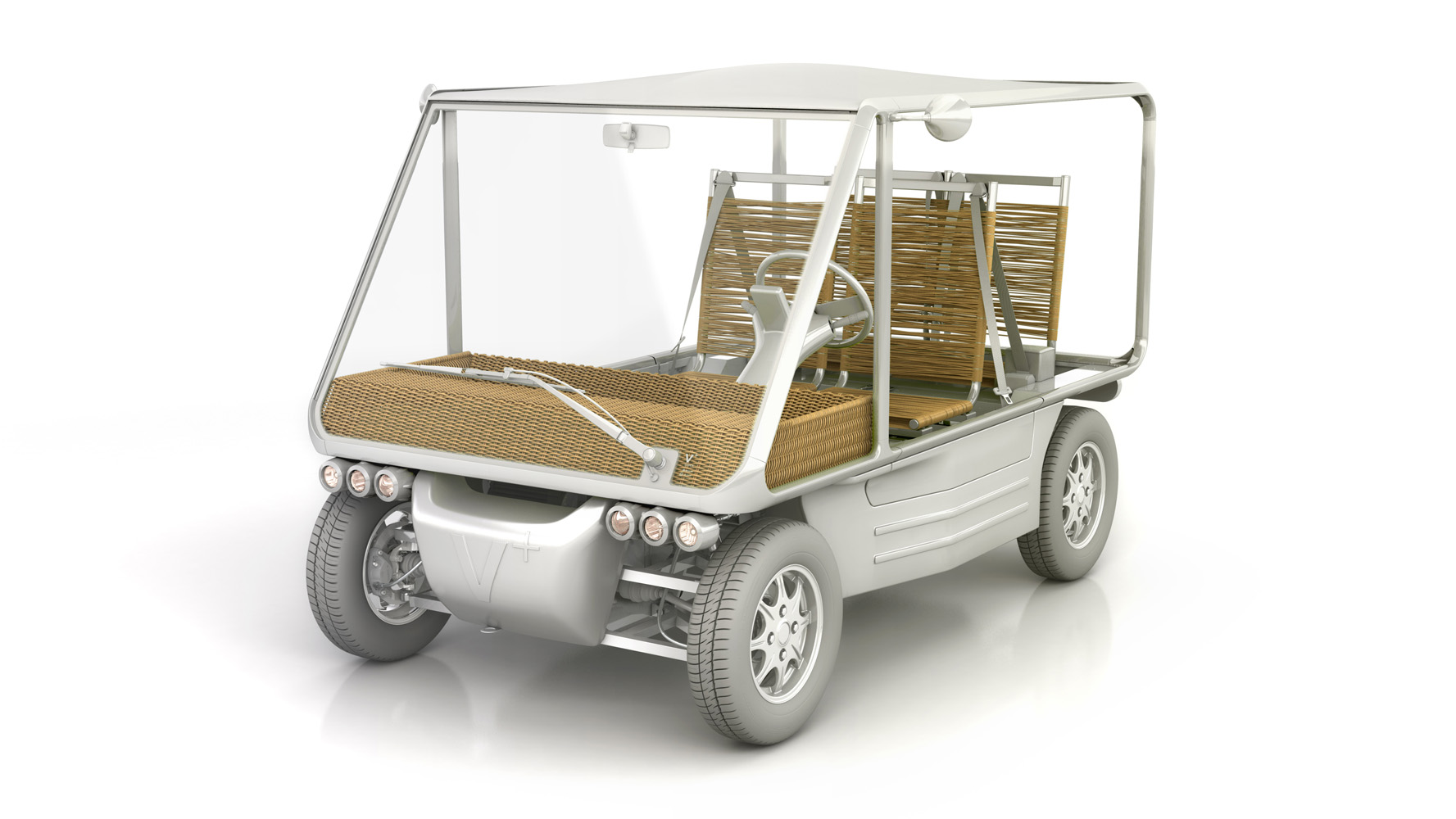
2012年的電動汽車設計作品（Volteis）

## 得獎
- Oscar de luminaire (巴黎, 1980年)
- Trois premièrs prix au Neocon (芝加哥, 1986年)
- Delta de Plaia (巴塞隆納, 1986年)
- Platinum Circle Award (芝加哥, 1987年)
- Grand Prix National de la Création Industrielle (法國, 1988年)
- Troix Prix pour les hotêls Royalton et Paramount de New York (美國, 1988年/1990年)
- Officier des Arts et des Lettres (法國, 1995年)
- Design Zentrum NordRhein-Westfallen (德國, 1995年)
- Premio Internacional de Diseño (巴塞隆納, 1995年)
- 哈佛卓越設計獎（Harvard Excellence in Design Award） (美國, 1997年)
- Commandant de l'Ordre des Arts et des Lettres (法國, 1998年)
- Chevalier de l'Ordre National de la Légion d'Honneur (法國, 2000年)
- Pratt Institute Black Alumni Award (美國, 2001年)
- Compasso d'Oro (義大利, 2001年)
- 紅點設計大獎-最佳設計獎（Red Dot Best of the Best Award ）(德國,2001年)
  - 作品為系列性的衛浴產品。具有相當幾何而且簡潔的外觀。圖片[永久]
  - 斯塔克為此有專門獨立的衛浴產品作品集網站 https://web.archive.org/web/20050912101721/http://www.starck-bath.com/
- IF產品設計獎（IF Design Award ）(德國,2002年)
  - 作品為公事包，金屬提把, 在單側具有一個輪子，稱為Gaoua Duffle on wheels，圖片
- Observeur de Design d'Etoile (2002年)
- Observeur de Design d'Etoile (2003年)

## 書籍
- Philippe Starck 。Starck (Paperback), Taschen (March, 2003) ISBN 3822824321
- Philippe Starck 。Philippe Starck (Paperback), Benedikt Taschen Verlag; Rev edition (February 15, 2000) ISBN 3822863971

## 相關連結
- 斯塔克官方網站
- 自由設計 Philippe Starck （页面存档备份，存于）
- 以斯塔克為例：漫談設計的IQ, EQ, SQ （页面存档备份，存于）
- Designboom專訪(有許多作品圖片可看) （页面存档备份，存于）
- 巴黎Cafe Costes